# 阿硕特二世
阿碩特二世（？—929年），是一位巴格拉圖尼王朝亞美尼亞的君主，西元914至928年在位，為巴格拉圖尼王朝的第三位君主。阿碩特二世在位期間面臨著許多地方貴族的叛亂和外國勢力的入侵，由於阿碩特二世成功阻擋外國勢力入侵亞美尼亞，他也被稱作「鋼勇的」阿碩特二世。